# Radlje ob Dravi
Radlje ob Dravi – wieś w Słowenii, w gminie Radlje ob Dravi. W 2018 roku liczyła 2848 mieszkańców.